# 智子の心
『智子の心』（ともこのこころ、繁体字中国語:智子之心）は、2018年に放映された台湾のテレビドラマ。従軍看護師の実話に基づき、台湾の日本統治時代に台南の裕福な少女だった林志慧（智子）の人生を描く。
林志慧は家族の反対を押し切って18歳で陸軍の従軍看護婦になり、日本軍に同行して香港や広州に行き、日本兵の救護に参加した。 91歳で記者会見に登場し、時代の体験を語った。
廖苡喬と游蕎軒が主演したこのドラマは、台湾の南方影視製作有限公司によって制作された。
台湾が日本の統治下にあった第二次世界大戦中を舞台にしていること、主人公が日中戦争で進軍した日本軍の野戦看護師になることにこだわっていること、ドラマが日本軍を肯定的に取り上げ、国軍が敵役になっていると言われていることなどから、中国のメディアでは、ドラマが日本に迎合し、侵攻してきた日本軍を美化していると批判された。

## 放送時間

### 電視首播
| チャンネル                                    | 所在地 | 放送日                       | 放送時間 |
| 大愛電視台 （デジタルチャンネルでの同時放送） | 台湾   | 2018年5月10日－2018年5月11日 | 20:00    |

## 俳優の役割一覧

### 主な役割
| 俳優   | 役柄           | 紹介         |
| 嚴藝文 | 林智惠（中年） |              |
| 廖苡喬 | 林智惠（少女） |              |
| 邱凱偉 | 林仲鼎         |              |
| 游蕎軒 | 麗櫻           |              |
| 楊烈   | 林朝棟         | 林智惠の父親 |
| 楊麗音 | 蔡怨           | 林智惠の母親 |
| 何蓓蓓 | 林美惠         |              |

### 副次的役割
| 俳優       | 役柄     | 紹介                       |
| 張世賢     | 小馬     |                            |
| 劉致妤     | 千藤由美 |                            |
| 葛西健二   | 渡邊誠一 | 大日本帝国陸軍第11師団少佐 |
| 與座重理久 | 佐藤寬藏 |                            |
| 陳立芹     | 陳和美   |                            |
| 陳玉玫     |          |                            |
| 鄭平君     |          |                            |
| 賴芊合     | 張秀蘭   |                            |
| 郭亞棠     |          |                            |
| 吳昆達     |          |                            |
| 古拉莉     |          |                            |
| 林鴻翔     | 鈴木將軍 | 病院患者                   |
| 謝其文     | 向田洋太 | 病院患者                   |

### ゲスト役
| 俳優 | 役柄     | 紹介     |
| 夢多 | 中村軍官 | 中尉軍官 |
| 羽庭 | 張素卿   |          |

## TVシリーズ曲
| 曲別   | 歌名               | 演唱者 | 作詞   | 作曲   | 編曲   |
| 片頭曲 | 赤子之心           | 古拉莉 | 十方   | 荒山亮 | 劉浩旭 |
| 片尾曲 | 愛曾經讓我們在一起 | 四分衛 | 陳如山 | 陳如山 | 四分衛 |

## 大愛会客室一覧
| 集数  | 日時          | 来賓         |
| 第1集 | 2018年5月11日 | 幕後側拍花絮 |

## 議論
ドラマがネット上に公開された後、林志慧の日本への奉仕活動を描いた予告編のエピソードは、中国で激しい反発を呼び、中国の新聞「環球時報」では日本の軍国主義を賛美していると批判され、中華人民共和国国務院台湾事務弁公室でも懸念を表明した。
このシリーズは5月10日に初放送された。 2話が放送された後、5月12日に大愛台は「看護師の日」の名目で「愛の別れ(原文:愛別離)」を、5月14日からは別のTVシリーズ「君がそばにいるから(原文:有你陪伴)」の放送に切り替えた。
また、大愛台はFacebookの投稿、YouTubeの番組予告、大愛台での番組予告など、「智子の心」に関するすべての情報を削除した。 そして、蘋果日報は、この番組が放送中止にさせられたことを確認するニュースを報道した。
休止の理由は、大愛の基準を満たしているかどうかだけで、番組の映像の一部が誤解や論争を招いた可能性があるが、それは大愛の意図するところではないこと、中国から媚日をしているとの批判を受けたことによる自己検閲とは無関係であることなどを説明した。
一方、大陸委員会は、映画やテレビ、そして文化的・芸術的創作物に対して、合理的で平和的な態度をとることを求めた。 また、一部の監督は、「Big Love Taiwan」がクリエイティブな作品を尊重せず、中国からの批判にさらされていることを批判する一方で、「操作の背後にいる人々はさらに憎悪に満ちている」というネットユーザーからの批判にもコメントした。 中華民国国家通訊伝播委員会は、予告なしの放送停止が視聴者の権利を害しているとし、大愛のディレクターに放送停止の理由を報告するよう求め、外部の政治勢力からの干渉を避けることが今後の放送局の免許更新審査の優先事項であることを指摘した。またテレビ業界では、視聴率に関係のない理由でドラマが放送中止になることは実際には珍しいという。